# Санта-Сузанна (титулярная церковь)
Титулярная церковь Санта-Сузанна (лат. Titulus Sanctae Susannae) — титулярная церковь была создана между 102 и 112 годами Папой Эваристом или его преемником Александром I под именем Гайя и Сусанны. На римском синоде от 1 марта 499 года упоминается только наименование Гай, а в 595 году и в следующем — только Сусанна. Согласно каталогу Пьетро Маллио, составленному в понтификат Папы Александра III, это название было связано с базиликой Сан-Паоло-фуори-ле-Мура, а его священники выполняли свои обязанности по очереди. Титулярная церковь принадлежит церкви Санта-Сузанна, расположенной в районе Рима Треви, на Квиринал, на виа 20 сентября.

## Список кардиналов-священников титулярной церкви Санта-Сузанна
- Азелло — (494 — ?);
- Рустико — (590 — ?);
- Конон — (683? — 21 октября 686, затем избран Папой Кононом);
- Святой Сергий I — (686? — 687, затем избран Папой Сергием I);
- Иоанн — (745 — до 761);
- Леонцио — (761 — до 795);
- Лев I — (795? — 26 декабря 795, затем избран Папой Львом III);
- Лев II — (? — 928 мая, затем избран Папой Львом IV);
- Иоанн I — (964 — до 1012);
- Иоанн II — (после 1012 — до 1033);
- Иоанн III — (1033 — до 1062);
- Петр I — (1062 — до 1091);
- Рангиер, O.S.B. — (1091 — 1096);
- Гезо — (1106 — около 1112);
- Пьетро II Герардеска — (1117 — февраль 1130, после повиновения антипапе Анаклету II);
- Станцио — (1130 — 1143, до смерти);
- Пьетро II Герардеска — (1142 — 1144, вернулся к повиновению Папы Иннокентия II);
- Гезо — (1144 — 1145, до смерти);
- Джордано Бобоне — (декабрь 1145 — 1165, до смерти);
- Эрманно, называемый мастер — (15 декабря 1165 или 1166 — около 1170, до смерти);
- Лезбио Грасси — (1170 — 1177, до смерти);
- Пьетро III де Боно, регулярный каноник Святой Марии Ренской — (сентябрь 1173 — 11 декабря 1187, до смерти);
- Алессио — (12 марта 1188 — 24 апреля 1189, до смерти);
- Джованни Феличи — (сентябрь 1189 — 1194, до смерти);
- Эджидио ди Ананьи — (1194 — 1194, до смерти);
- Бенедетто — (1201 - 1212, назначен кардиналом-епископом Санта-Руфины);
- Альдобрандино Каэтани — (1219 — 1221, назначен кардиналом-епископом Сабины);
- Жоффруа де Бар — (12 апреля 1281 — 21 августа 1287, до смерти);
- Бенедетто Каэтани, администратор — (1288 — 24 декабря 1294, затем избран Папой Бонифацием VIII);
- Пьер IV д’Арраблуа — (17 декабря 1316 — декабрь 1328, назначен кардиналом-епископом Санта-Руфины);
- Андреа Гини Мальпиги — (20 сентября 1342 — 2 июня 1343, до смерти);
- Пьер Бертран младший — (19 мая 1344 — 1353, назначен кардиналом-епископом Остии-Веллетри);
- Филиппо Руффини, O.P. — (18 сентября 1378 — 1380/1384, до смерти);
- Пьер де Тюри — (12 июля 1385 — 1410, до смерти, псевдокардинал антипап Климента VII Бенедикта XIII и Александра V);
- Франческо I Карбоне, O.Cist. — (декабрь 1392 — 18 июня 1405, до смерти);
- Антонио Панчьера — (6 июня 1411 — 14 марта 1431, назначен кардиналом-епископом Фраскати, псевдокардинал антипапы Иоанна XXIII;
  - вакансия (1431 — 1440);
- Луи де Ла Палю де Варембон, O.S.B. — (1440 — 1449, псевдокардинал антипапы Феликса V);
- Томмазо Парентучелли — (16 декабря 1446 — 6 марта 1447, затем избран Папой Николаем V);
- Филиппо Каландрини — (3 января 1449 — 24 ноября 1451, назначен кардиналом-священником Сан-Лоренцо-ин-Лучина);
- Алессандро Олива, O.E.S.A. — (19 марта 1460 — 20 августа 1463, до смерти);
  - вакансия (1463 — 1468);
- Жан Балю — (13 мая 1468 — 31 января 1483, назначен кардиналом-епископом Альбано);
- Лоренцо Чибо де Мари — (23 марта 1489 — 14 марта 1491, назначен кардиналом-священником Сан-Марко);
- Хуан де Борха-Льянсоль де Романи старший — (31 августа 1492 — 1 августа 1503, до смерти);
- Франческо II Содерини — (12 июня 1503 — 15 сентября 1508, назначен кардиналом-священником Санти-XII-Апостоли);
- Леонардо Гроссо делла Ровере — (15 сентября 1508 — 9 марта 1517, назначен кардиналом-священником Сан-Пьетро-ин-Винколи);
- Раффаэле Петруччи — (26 декабря 1517 — 11 декабря 1522, до смерти);
  - вакансия (1522 — 1528);
- Антонио Сансеверино, O.S.Io.Hieros — (27 апреля 1528 — 16 мая 1530, назначен кардиналом-священником Сант-Аполлинаре);
- Гарсия де Лоайса-и-Мендоса, O.P. — (16 мая 1530 —  22 апреля 1546, до смерти);
- Жорж II Амбуаз — (7 сентября 1546 — 28 февраля 1550, назначен кардиналом-священником Санти-Марчеллино-э-Пьетро);
- Жак д’Аннебо — (22 марта 1548 — 6 июня 1557, до смерти);
  - вакансия (1557 — 1561);
- Джироламо Серипандо, O.S.A. — (10 марта 1561 — 17 марта 1563, до смерти);
- Франсиско Пачеко де Толедо — титулярная диакония pro illa vice (14 июля 1564 — 7 февраля 1565, назначен кардиналом-священником Санта-Пуденциана);
- Бернардо Наваджеро — (7 февраля — 13 апреля 1565, до смерти);
- Франческо Альчати — (3 июня 1565 — 13 мая 1569, назначен кардиналом-священником  pro hac vice Санта-Мария-ин-Портико-Октавиа);
- Джироламо Рустикуччи — (9 июня 1570 — 18 августа 1597, назначен кардиналом-священником Санта-Мария-ин-Трастевере);
  - вакансия (1597 — 1604);
- Анн д’Эскар де Живри, O.S.B. — (14 июня 1604 — 19 апреля 1612, до смерти);
- Гаспар де Борха-и-Веласко — (10 декабря 1612 — 17 октября 1616, назначен кардиналом-священником Санта-Кроче-ин-Джерусалемме);
- Шипионе Кобеллуцци — (17 октября 1616 — 29 июня 1626, до смерти);
- Джулио Чезаре Саккетти — (2 декабря 1626 — 29 апреля 1652, назначен кардиналом-священником Санта-Мария-ин-Трастевере);
- Джамбаттиста Спада — (23 марта 1654 — 27 января 1659, назначен кардиналом-священником Сан-Марчелло);
- Франческо Мария Сфорца Паллавичино, S.J. — (1659 — 1660, до смерти);
- Карло Карафа делла Спина — (13 апреля 1665 — 27 мая 1675, назначен кардиналом-священником Санта-Мария-ин-Виа);
- Бернхард Густав Баден-Дурлахский, O.S.B. — (19 октября 1676 — 26 декабря 1677, до смерти);
  - вакансия (1677 — 1686);
- Маркантонио Барбариго — (30 сентября 1686 — 1 июля 1697, назначен кардиналом-священником Сан-Марко);
- Даниэле Марко Дольфин — (30 марта 1700 — 5 августа 1704, до смерти);
- Лоренцо Корсини — (25 июня 1706 — 16 декабря 1720, назначен кардиналом-священником Сан-Пьетро-ин-Винколи);
- Жозе Перейра де Ласерда — (16 июня 1721 — 28 сентября 1738, до смерти);
  - вакансия (1738 — 1747);
- Раньеро Феличе Симонетти — (15 мая 1747 — 20 августа 1749, до смерти);
  - вакансия (1749 — 1756);
- Лука Мелькиоре Темпи — (24 мая 1756 — 23 мая 1757, назначен кардиналом-священником Санта-Кроче-ин-Джерусалемме);
- Людовико Валенти — (19 ноября 1759 — 20 декабря 1762, назначен кардиналом-священником Санта-Кроче-ин-Джерусалемме);
  - вакансия (1762 — 1802);
- Карло Кривелли — (24 мая 1802 — 19 января 1818, до смерти);
  - вакансия (1818 — 1835);
- Джузеппе делла Порта Родиани — (24 июля 1835 — 18 декабря 1841, до смерти);
- Иньяцио Джованни Кадолини — (30 января 1843 — 11 апреля 1850, до смерти);
  - вакансия (1850 — 1856);
- Алессандро Барнабо — (19 июня 1856 — 24 февраля 1874, до смерти);
- Бартоломео Д’Аванцо — (7 апреля 1876 — 20 октября 1884, до смерти);
- Фрэнсис Патрик Моран — (30 июля 1885 — 16 августа 1911, до смерти);
- Франсуа-Виржиль Дюбийар — (30 ноября 1911 — 1 декабря 1914, до смерти);
- Джорджо Гузмини — (9 декабря 1915 — 24 августа 1921, до смерти);
- Джоанни Винченцо Бонцано — (18 декабря 1924 — 26 ноября 1927, до смерти);
- Алексис-Анри-Мари Леписье, O.M.I.  — (22 декабря 1927 — 20 мая 1936, до смерти);
- Артур Хинсли — (16 декабря 1937 — 17 марта 1943, до смерти);
- Эдуард Алоизиус Муни — (22 февраля 1946 — 25 октября 1958, до смерти);
- Ричард Джеймс Кушинг — (18 декабря 1958 — 2 ноября 1970, до смерти);
- Умберто Сужа Медейрош (5 марта 1973 — 17 сентября 1983, до смерти);
- Бернард Лоу (25 мая 1985 — 20 декабря 2017, до смерти);
  - вакансия (2017 — по настоящее время);